# Ein Papst zum Küssen
Ein Papst zum Küssen (Originaltitel: The Pope Must Die(t)) ist ein britischer Spielfilm der Gattung Komödie aus dem Jahr 1991. Der Regisseur war Peter Richardson, das Drehbuch schrieben Peter Richardson und Pete Richens. Die Hauptrollen spielten Robbie Coltrane, Beverly D’Angelo und Herbert Lom.

## Handlung
Die Mafia will ihren Kandidaten, den Kardinal Albini, zum Papst küren lassen, aber ein schwerhöriger Sekretär schreibt Albinizi auf. Dieser ist ein unkonventioneller Priester, der ein Automechaniker war, bevor er aufgrund der unglücklichen Liebe zu einer US-amerikanischen Touristin in ein Kloster ging.
Albinizi kommt finanziellen Machenschaften auf die Spur, hinter denen der Mafiaboss und Waffenhändler Vittorio Corelli steht. Dieser ist unzufrieden, dass seine Tochter Luccia sich mit einem Rockmusiker abgibt, und befiehlt einen Anschlag auf die Musikgruppe. Nur der Musiker Joe Don Dante überlebt schwerverletzt, seine Mutter Veronica Dante wendet sich an Albinizi. Sie offenbart, dass er der Vater Joes ist. Albinizi besucht Joe im Krankenhaus, kurz bevor dieser stirbt.
Corellis Tochter wurde versehentlich auch durch die Bombe getötet. Die Killer machen ihm weis, dass jemand anderes für Luccias Tod verantwortlich ist. Corelli beauftragt sie, den Mörder seiner Tochter zu töten.
Albinizi erfährt, dass Corelli auch für den Bombenanschlag verantwortlich ist, und lässt die von Corellis Leuten unterwanderte Vatikanbank schließen. Corelli rächt sich, indem er die Geschichte der Liebe Albinizis publik macht. Albinizi dankt ab und verlässt den Vatikan.
Es stellt sich heraus, dass kein Kardinal Albini existiert; Corelli will sich jedoch unter diesem Decknamen zum Papst wählen lassen. Kurz vor der Inthronisation erschießt er einen der Kardinäle. Albinizi erteilt dem Mann die Absolution, in diesem Augenblick wird der sterbende Kardinal von seiner Lebenspartnerin angerufen.
Albinizi verhindert die Inthronisation im letzten Augenblick, Corelli zieht seine Waffe heraus und schießt in die Decke der Sixtinischen Kapelle. Der Gangster wird durch ein Stück Putz aus der Decke erschlagen. Eine Nonne wird zum neuen Papst gewählt, sie verteilt die Reichtümer des Vatikans an die Armen. Albinizi heiratet Veronica, die beiden bekommen Zwillinge.

## Kritiken
„Temporeiche Komödie, deren respektlos-frecher Witz weniger die Kirche attackiert als irdische Würdenträger, die ihr Amt mißbrauchen.“ – Lexikon des internationalen Films (CD-ROM-Ausgabe), Systhema, München 1997

## Auszeichnungen
Der Film erhielt für die Besten Kostüme den Evening Standard British Film Award.

## Hintergrund
Nach Protesten aus Kirchenkreisen musste der Originaltitel in „The Pope Must Diet“ (Der Papst muss abnehmen) geändert werden.
Der Film spielte in den Kinos der USA ca. 583 Tsd. US-Dollar ein.